# Qijianglong
Genre
Espèce
Qijianglong est un genre de dinosaure de la famille des Mamenchisauridae du Jurassique supérieur. Il a vécu dans le sud de la Chine.

## Étymologie
Il tire son nom du lieu où il a été découvert (Qijiang) et de long qui signifie dragon.